# Spiro Ksera
Spiro Ksera (griechisch Σπύρος Ξέρας Spyros Xeras; * 2. März 1969 in Derviçan) ist ein albanischer Politiker aus der griechischen Minderheit. Unter Ministerpräsident Sali Berisha war er in dessen zweiten Regierung von 2009 bis 2013 albanischer Arbeits- und Kommunikationsminister sowie Gleichberechtigungsbeauftragter. Früher war er Mitglied der griechischen Partei Vereinigung für die Menschenrechte. Später wurde er Mitglied der Demokratischen Partei Albaniens.
2016 wurde Ksera zu 20 Monaten Gefängnis verurteilt, weil er 285.000 US-Dollar veruntreut haben soll, die für Projekte für die Roma-Minderheit vorgesehen waren. Sein Anwalt legte Berufung ein. Ob das Urteil rechtskräftig wurde, ist nicht bekannt.
An der Universität Tirana studierte Ksera von 1985 bis 1990 Maschinenbau. Von 2005 bis 2009 war er Präfekt des Qark Gjirokastra im südlichen Albanien.